# Lernu!
lernu!是一個免费的多语种网站，旨在供人学习及推广世界语。在此网站可获取世界语相关信息，透过各种课程学习世界语，包括文法综览、写作练习、语文游戏、阅读及听故事，以及各种词典，並可与其他对世界语有兴趣的人交换信息、参加虚拟课堂、听世界语音乐，甚至观看世界语短片。

## 歷史
以lernu!作为网站的构想始创于2000年4月在瑞典斯德哥尔摩举行的第1届世界语@互联网（Esperanto@Internet，E@I）讲习会，并在2001年10月在瑞典乌普薩拉举行的第2届E@I中具体成形。2002年7月，该计划取得世界语研究基金会的支持，随即在当年8月创建此网站，并在2002年12月21日公开运作，自此以来一直由E@I及许多协助者负责维护。
lernu!使用大约20种语言，学习者有可能直接用自己的母语和语言辅导员通信交流。
除了有不同程度的许多课程之外，lernu!还有其他的服务和工具：词典，文法综览，看图有声故事，世界语介绍，即时通讯，图书馆（含书籍，音乐，及影片）。此外，网站上还有游戏，不同主题的论坛，及世界语运动新闻等。
在2006年中，网站的造访纪录为每月超过7万5千次，而且数字正在稳定成长。每个月有超过1千名造访者注册为本网站的新使用者。大部分的使用者来自欧洲，东亚及南北美洲。有超过一半的造访者都是初学者。

## 光碟版
网站曾多次发行lernu!光盘版。在2004至2006年期间，即有多次發布该网站的光盘版本，并附加lernu!上没有的资料，如音乐、软件程式，以及其他世界语课程等。目前最新的版本仍在因特网上，至于光盘或DVD版本，则要稍为延后。